# Okfuskee megye
Okfuskee megye az Amerikai Egyesült Államokban, azon belül Oklahoma államban található. Megyeszékhelye és legnagyobb városa Okemah. Lakosainak száma 11 310 fő (2020. április 1.). Okfuskee megye Creek, Hughes, Seminole, Okmulgee, McIntosh, Lincoln és Pottawatomie megyékkel határos.

## Népesség
A megye népességének változása:
| Lakosok száma | 12 224 | 12 300 | 12 346 | 12 377 | 12 181 | 11 310 |
|               | 2010   | 2011   | 2012   | 2013   | 2015   | 2020   |